# Mon de kommer om natten?
|  | Denne artikel er oprettet af botten Steenthbot ud fra en ekstern database. Den kan derfor have sproglige fejl eller mangler. Denne skabelon kan fjernes efter kontrol af indholdet. |

Mon de kommer om natten? er en dansk dokumentarfilm fra 2016 instrueret af Emil Langballe.

## Handling
Rokhsar på 14 bor sammen med sin mor, far og fem søskende i en lille jysk provinsby. Hun går i 7. klasse, og i sin fritid spiller hun på det lokale fodboldhold. For år tilbage flygtede Rokhsar og hendes familie fra Afghanistan, og efter seks måneder på flugt havnede de i Danmark og søgte asyl. Men udlændingestyrelsen tror ikke på, at de er personligt forfulgte af Taliban i Afghanistan, og familien har gentagne gange fået afslag på asyl. Familien venter nu på den endelige afgørelse, men ventetiden har forvandlet Rokhsar for altid.